# Římskokatolická farnost Skalsko
Římskokatolická farnost Skalsko (lat. Skalska) je církevní správní jednotka sdružující římské katolíky na území obce Skalsko a v jejím okolí. Organizačně spadá do mladoboleslavského vikariátu, který je jedním z 10 vikariátů litoměřické diecéze. Centrem farnosti je kostel svatého Havla ve Skalsku.

## Historie farnosti
Farnost ve Skalsku byla zřízena neznámo kdy. Matriky jsou v místě vedeny od roku 1697. Od roku 2015 je administrována excurrendo ze Mšena u Mělníka.

### Duchovní správcové vedoucí farnost
Začátek působnosti jmenovaného v duchovní správě farnosti od:
- 1364 Joannes
- 1369 Petrus
- Veleslav z Katusic
- Wenceslaus
- Velík, † 1412
- 1412 Wenceslaus
- 1539 Jacobus Šimek
- 1671 Georgius Norbert. Čermák
- 1703 Victor Franc. Zádolský
- 1724 Franciscus Ign. Pelikán
- 1765 Wenceslaus Strosser
- 1777 Ign. Steimann
- 1796 Ign. Seiffert, n. 9. 3. 1751 Zittolib., o. x. x. 1782, † 4. 5. 1821
- 1801 Ioann. Neumann, † 6. 4. 1806
- 1806 Math. Kussitschka, n. 2. 2. 1752 Ginecens., o. 21. 12. 1780, † 3. 10. 1834
- 1822 Jos. Teynil, n. 13. 6. 1790 Neoboleslav., o. 18. 12. 1812, † 27. 4. 1870
- 1830 Georg. Prochazka, n. 20. 4. 1795 Vyskř, o. 24. 8. 1821
- 1874 Franc. Telleš, n. 18. 8. 1819 Prag., o. 29. 7. 1845, † 5. 10. 1896
- 1896 par. vacat, admin. interc. Anton. Zikmund
- 1897 Anton. Zikmund, n. 1. 2. 1869 Ktova, o. 2. 7. 1893, † 20. 8. 1937
- 1937 par. vacat admin. interc. Josef Kuška
- 1939 Jaroslav Kostka, n. 22. 5. 1903 Paceřice, o. 29. 6. 1932
- 1. 7. 1943 Jaroslav Drábek, n. 29. 1. 1908 Nelešovice, o. 27. 6. 1937
- 1. 4. 1951 Josef Slavík
- 20. 8. 1953 Jan Surý
- 1. 10. 1956 Josef Kováčik
- 1. 8. 1958 Josef Hendrich
- 1. 6. 1959 František Procházka
- 1. 9. 1961 František Kobr
- 1. 7. 1965 Milan Martinásek
- 1. 2. 1990 Tomáš Kuba
- 1. 1. 1993 Václav Hlouch
- 1. 1. 1995 Antonín Audy
- 1. 7. 2006 Bohuslav Bártek, admin. exc.
- 12. 2. 2015 Stanislav Přibyl, CSsR, admin. exc. z Litoměřic
- 15. 4. 2015 Peter Kothaj, admin. exc. ze Mšena u Mělníka[3]

Kromě kněží stojících v čele farnosti, působili ve farnosti v průběhu její historie i jiní kněží. Většinou pracovali jako farní vikáři, kaplani, katecheté, výpomocní duchovní aj.

## Římskokatolické sakrální stavby a místa kultu na území farnosti
| | Fotografie | Stavba                      | Místo   | Bohoslužby                      | Zeměpisné souřadnice             | Status          | Číslo kulturní památky                       |
| Kostely | Kostely    | Kostely                     | Kostely | Kostely                         | Kostely                          | Kostely         | Kostely                                      |
| --- | ---------- | --------------------------- | ------- | ------------------------------- | -------------------------------- | --------------- | -------------------------------------------- |
| 1. |            | Kostel sv. Havla            | Skalsko | bližší informace o bohoslužbách | 50°25′38″ s. š., 14°45′31″ v. d. | farní kostel    | 36101/2-1727 (Pk•MIS•Sez•Obr•WD) (Q24282882) |
| 2. |            | Kostel Narození Panny Marie | Sudoměř | bližší informace o bohoslužbách | 50°26′38″ s. š., 14°44′24″ v. d. | filiální kostel | 28278/2-1745 (Pk•MIS•Sez•Obr•WD) (Q24755289) |
| Některé drobné sakrální stavby a pamětihodnosti lze dohledat zde v databázi Drobné sakrální památky Zaniklé sakrální stavby lze dohledat zde v databázi Poškozené a zničené kostely, kaple a synagogy v České republice |            |                             |         |                                 |                                  |                 |                                              |